# Jaguar S-Type
Jaguar S-Type je sedan vyšší střední třídy, který v letech 1998 až 2008 vyráběla britská automobilka Jaguar Cars. Má stejné jméno jako vůz z roku 1963.
Novým S-Type (interní kód X200) se Jaguar po třiceti letech vrátil do vyšší střední třídy. Automobil byl vyvíjen v úzké spolupráci s americkou divizí Ford. Byl představen na autosalonu v Birminghamu v roce 1998. Design záměrně odkazoval na modely Jaguar z 60. let, což bylo zdůrazněno použitím názvu S-Type.
Původně byl nabízen s motorem 3.0 V6 a 4.0 V8 (v USA jen s V8 a až od modelového roku 2000). Po faceliftu v roce 2002 byla nabídka rozšířena o menší motor 2.5 V6 a 4.0 byl nahrazen větším 4.2 V8. Motory V8 jsou prakticky identické s motory, používanými na větším typu X308/X350, motor 3L je zdrojově odvozen od motoru Ford V6 Duratec, používaného např. i ve voze Ford Mondeo. Zároveň byla představena verze S-Type R se sportovním podvozkem a kompresorem přeplňovaným motorem 4,2 V8.
Při další modernizaci v roce 2004 byla představena verze s naftovým motorem. Jedná se o dvakrát přeplňovaný vidlicový šestiválec 2,7 litru, který je výsledkem společného vývoje naftových motorů koncernů Ford a PSA.
Poslední facelift byl představen na autosalonu v Bologni v prosinci 2006. Všechny verze dostaly sportovní paket po vzoru S-Type R. S-Type bude na přelomu roku 2007 a 2008 nahrazen modelem XF.